# Uladsimir Arlou

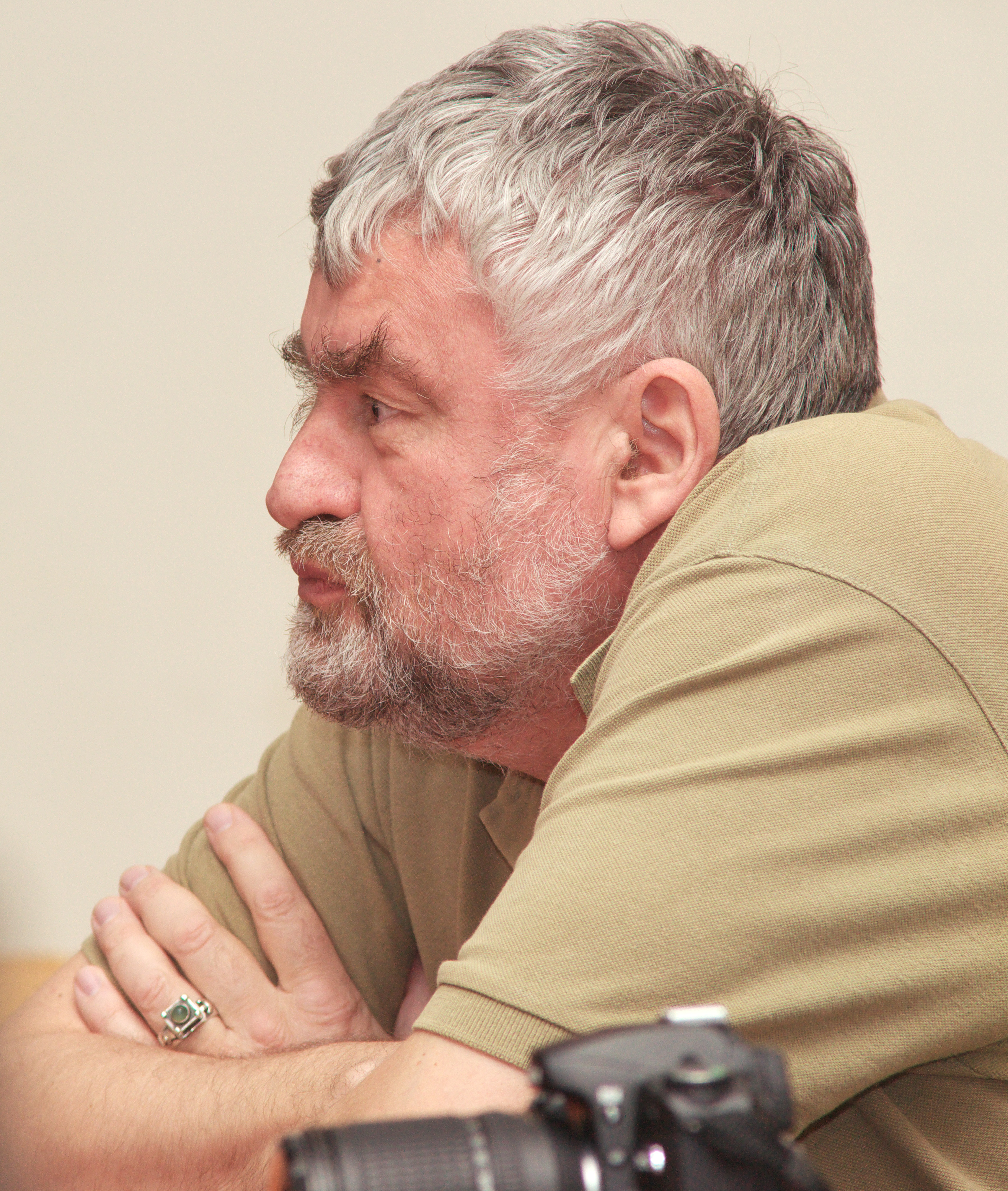
Uladsimir Arlou, 2010

Uladsimir Aljaksejewitsch Arlou (belarussisch Уладзімір Аляксеевіч Арлоў, auch russisch Владимир Алексеевич Орлов Wladimir Alexejewitsch Orlow; * 25. August 1953 in Polazk, Belarus) ist ein belarussischer Historiker und Dichter sowie der Vorsitzende des belarussischen PEN-Clubs.

## Werdegang
Arlou besuchte bis 1970 die Mittelschule in Polozk und absolvierte im Anschluss bis 1975 Geschichte an der Belarussischen Staatsuniversität in Minsk. Nach dem Abschluss war er als Geschichtslehrer an einer Schule in Nawapolazk tätig; von 1976 bis 1986 arbeitete er u. a. als Redakteur und Korrespondent für die Zeitung Chimik (belarussisch Хімік, dt. „Der Chemiker“). Seit 1988 war er Lektor beim Verlag Mastazkaja Litaratura (Мастацкая літаратура).
Seit 1986 ist Arlou Mitglied im belarussischen Schriftstellerverband. 1988, während der Periode der Perestroika, trat er der Belarussischen Volksfront (BNF) bei; 1989 trat er aus der KPdSU aus. Ab 1992 zog er zweimal als Abgeordneter der BNF ins belarussische Parlament ein.
Seit 1997 arbeitet Arlou als Mitarbeiter in der Redaktion der Zeitschrift Kryniza (Крыніца).
Arlous Gedichte wurden seit 1976 veröffentlicht, zuerst in den Almanachen Blakitny lichtar (Блакітны ліхтар) und Milawiza (Мілавіца). Neben seinen Gedichten übersetzt Arlou aus dem Russischen, u. a. ein historisch-ethnographisches Werk. 1986 erhielt er eine Auszeichnung des Lenin-Komsomol Belars für sein Buch Dobry dsen, maja Schypschyna (Добры дзень, мая Шыпшына).
Arlou ist verheiratet und hat zwei Söhne.
2010 wurde er in Danzig mit dem Literaturpreis "Europäischer Dichter der Freiheit" (Europejski Poeta Wolności) geehrt.

## Veröffentlichungen

### Belarussisch
- Добры дзень, мая Шыпшына (1986)
- Дзень, калі ўпала страла (1988)
- Асветніца з роду Ўсяслава (1989)

### Auf Deutsch erschienen
- Weißrussische Anthologie: Ein Lesebuch zur weißrussischen Literatur, München 1983, ISBN 3-87690-252-5
- Weißrussland – die eroberte Sprache (=Ostara 4). Hannover: Rabenrat-Verlag 1995
- Joachim Sartorius, Internationales Berlin Literaturfestival: Die Welt über dem Wasserspiegel (Sammlung), Berlin 2001, ISBN 3-89581-070-3
- die horen 4/2007 (228)
- European Borderlands – Sprachlandschaften der Poesie. Herausgegeben von Ulrich Janetzki. München: Allianz-Kulturstiftung 2009
- Literatur und Kritik 460/461-2012